# Украсена кутиеста костенурка
Украсената кутиеста костенурка (Terrapene ornata) е вид костенурка от семейство Блатни костенурки (Emydidae). Възникнал е преди около 13,6 млн. години по времето на периода неоген. Видът е почти застрашен от изчезване.

## Разпространение
Разпространен е в Мексико (Сонора и Чиуауа) и САЩ (Айова, Аризона, Арканзас, Илинойс, Индиана, Канзас, Колорадо, Луизиана, Мисури, Небраска, Ню Мексико, Оклахома, Тексас, Уайоминг, Уисконсин и Южна Дакота).

## Описание
Продължителността им на живот е около 28,4 години. Популацията на вида е намаляваща.